# Principauté de Kupang
Les princes (raja) de Kupang, aujourd'hui chrétiens catholiques et nobles d'Espagne, ont d'abord fait partie de la dynastie des Tanof puis de la famille des Nisoni, descendante d'un certain Sonbai, un grand noble indonésien du XVIIIe siècle.

## Dynastie des Tanof
- 1917-1918 : Don Daud Hanoch Obed Tanof, fils du seigneur de TaEbenu Don Hanoch Tanof II

## Dynastie des Nisoni
- 1918-1945 : Don Ote Nicolas Isu Nisoni, fils de Don Bastien Isu Nisoni, Seigneur de Sonbai Kécil
- 1945 : Don Obe Alphonse Nisoni, fils du précédent
- 1945-1948 : interrègne
- 1948-1992 : Don Obe Alphonse Nisoni, restauré
- 1992- : Don Léopold Nicolas Isu Nisoni, fils du précédent